# Laura Préjean
Pour les articles homonymes, voir Préjean.
Laura Préjean est une actrice et directrice artistique française, née en 1977.
Essentiellement active dans le doublage, elle est notamment connue pour être entre autres la voix française régulière de Kristen Bell, Tricia Helfer, Kelli Williams, Kaley Cuoco, Carla Gallo, et Hilarie Burton ainsi l'une des voix récurrentes de Rachel Weisz, Tara Reid, Selma Blair, Leslie Bibb, Bonnie Somerville, Drew Barrymore, Jaime King, Mädchen Amick et Amber Heard.
Dans les œuvres DC Comics, elle est notamment la voix de Vicki Vale dans les jeux Batman: Arkham ainsi que celle de Terra dans les œuvres Teen Titans (Teen Titans, Teen Titans Go!, Teen Titans: The Judas Contract).
Elle est également une voix régulière de l'animation et des jeux vidéo, étant notamment la voix de Scampi MacBernik dans la série d'animation Famille Pirate, de Sophie jeune dans l'anime Le Château ambulant, du shérif Sarah Breaker dans le jeu Alan Wake ainsi que de l'Inquisitrice Sith dans le jeu Star Wars: The Old Republic et ses extensions depuis 2011.

## Biographie
Elle est la fille de l'acteur Patrick Préjean et la petite-fille de l'acteur Albert Préjean et de l'actrice Lysiane Rey.
En 2011, elle joue dans la pièce La Brigade des Tigresses de Gilles Gressard, aux côtés de Virginie Ledieu, Marion Game et Anjaya.

## Théâtre
- 1997 : Le Voyage de monsieur Perrichon de Eugène Labiche, mise en scène Jean-Luc Moreau, avec Jean-Pierre Darras
- 2000 : Phèdre 2000 d'Yves Guéna, mise en scène Philippe Rondest, théâtre Mouffetard
- 2011 : La Brigade des Tigresses de Gilles Gressard, mise en scène Éric Hénon au théâtre Le Temple

## Filmographie

### Cinéma
- 1998 : Lautrec de Roger Planchon : Mam'zelle Arthur

### Télévision

#### Téléfilms
- 1994 : Tresko - Amigo Affäre de Hajo Gies (de) : ?
- 2000 : La Double Vie de Jeanne de Henri Helman : la standardiste
- 2005 : L'Évangile selon Aîmé d'André Chandelle : Sylvie

#### Séries télévisées
- 1999 : Maigret, épisode Meurtre dans un jardin potager d'Edwin Baily : Henriette
- 2011 / 2013 : Joséphine, ange gardien, épisode Liouba de Philippe Monnier : l'interne de l'hôpital / épisode Tango de Philippe Proteau : Claire
- 2016 : Challenger, épisodes Épilogue et Capitaine : l'officier de police

## Doublage

### Cinéma

#### Films
- Kristen Bell dans (9 films) :
  - Quitte-moi... si tu peux ! (2009) : Sara
  - Burlesque (2010) : Nikki
  - Hit And Run (2012) : Annie
  - Veronica Mars (2014) : Veronica Mars
  - The Boss (2016) : Claire Rawlings
  - Bad Moms (2016) : Kiki
  - Bad Moms 2 (2017) : Kiki
  - Tel père (2018) : Rachel
  - The People We Hate at the Wedding (en) (2022) : Alice
- Drew Barrymore dans (9 films) :
  - Charlie et ses drôles de dames (2000) : Dylan Sanders
  - Écarts de conduite (2001) : Beverly Donofrio
  - Charlie's Angels : Les Anges se déchaînent ! (2003) : Dylan Sanders
  - Amour et Amnésie (2004) : Lucy Whitmore
  - Terrain d'entente (2005) : Lindsay Meeks
  - Famille recomposée (2014) : Lauren Reynolds
  - Le Beau Rôle (2020) : Paula / Candy
  - Un château pour Noël (2021) : Drew Barrymore
  - Smile 2 (2024) : Drew Barrymore
- Rachel Weisz dans (8 films) :
  - La Momie (1999) : Evelyn Carnahan-O'Connell
  - Le Retour de la momie (2001) : Evelyn Carnahan-O'Connell
  - Constantine (2005) : Angela / Isabel Dobson
  - Frère Noël (2007) : Wanda
  - Lovely Bones (2009) : Abigail Salmon
  - Jason Bourne : L'Héritage (2012) : Dr Marta Shearing
  - Le Procès du siècle (2016) : Deborah Lipstadt
  - Black Widow (2021) : Melina Vostokoff / Iron Maiden
- Tara Reid dans (6 films) :
  - American Pie (1999) : Victoria « Vicky » Lathum
  - American Pie 2 (2001) : Victoria « Vicky » Lathum
  - American Party (2002) : Gwen Pearson
  - Lune de miel en enfer (2003) : Julianne Olsen
  - Alone in the Dark (2005) : Aline Cedrac
  - American Pie 4 (2012) : Victoria « Vicky » Lathum
- Leslie Bibb dans (5 films) :
  - Spot (2001) : Stéphanie
  - Iron Man (2008) : Christine Everhart
  - Iron Man 2 (2010) : Christine Everhart
  - My Movie Project (2013) : Wonder Woman
  - Mon père et moi (2023) : Ellie
- Amber Heard dans (4 films) :
  - Bienvenue à Zombieland (2009) : 406
  - The Ward : L'Hôpital de la terreur (2011) : Kristen
  - Hell Driver (2011) : Piper
  - Rhum express (2011) : Chenault
- Kaley Cuoco dans (4 films) :
  - Témoin à louer (2015) : Gretchen Palmer
  - The Man from Toronto (2022) : Annie
  - Rendez-vous hier (2022) : Sheila
  - Role Play (en) (2024) : Emma Brackett
- Sheri Moon Zombie dans :
  - La Maison des mille morts (2003) : Baby
  - The Devil's Rejects (2005) : Baby
  - 3 from Hell (2019) : Baby
- Jaime King dans :
  - Meurtres à la Saint Valentin 3D (2009) : Sarah Palmer
  - Évasion 2 : Le Labyrinthe d'Hadès (2018) : Abigail Ross
  - Évasion 3 : The Extractors (2019) : Abigail Ross
- Amy Smart dans :
  - Blind Horizon (2003) : Liz Culpepper
  - L'Effet papillon (2004) : Kayley Miller
- Sunny Mabrey dans :
  - La Mutante 3 (2004) : Sara
  - XXX 2: The Next Level (2005) : Charlie Mayweather
- Amber Valletta dans :
  - Hitch, expert en séduction (2005) : Allegra Cole
  - Prémonitions (2007) : Claire Francis
- Maggie Grace dans :
  - Fog (2005) : Elizabeth Williams
  - Faster (2010) : Lily, la petite amie du tueur
- 1971[4] : La Dernière Séance : Jacy Farrow (Cybill Shepherd)
- 1977[5] : La Fièvre du samedi soir : Stephanie Mangano (Karen Lynn Gorney)
- 1999 : Virgin Suicides : Lux Lisbon (Kirsten Dunst)
- 1999 : Passé virtuel : Jane Fuller / Natasha Molinaro (Gretchen Mol)
- 1999 : Big Daddy : La Serveuse (Jackie Titone)
- 1999 : Jawbreaker : Fern Mayo / Violet (Judy Greer)
- 2000 : Mon beau-père et moi : Deborah Byrnes (Nicole DeHuff)
- 2000 : Urban Legend 2 : Coup de grâce : Lisa (Jacinda Barrett)
- 2000 : Danse ta vie : Anna (Megan Pepin)
- 2000 : Eh mec ! Elle est où ma caisse ? : Christie Boner (Kristy Swanson)
- 2000 : Coyote Girls : Cammie (Izabella Miko)
- 2000 : Fous d'Irène : Layla (Traylor Howard)
- 2001 : Vacances sous les tropiques : Brianna Wallace (Megan Fox)
- 2001 : Le Courtier du cœur : Cindy Styne (Denise Richards)
- 2002 : Ju-on: The Grudge : Rika Nishina (Megumi Okina)
- 2003 : Memories : Claire (Sarah Polley)
- 2003 : Freddy contre Jason : Lori Campbell (Monica Keena)
- 2004 : Creep : Kate (Franka Potente)
- 2004 : La Grande Arnaque : Nancy Hayes (Sara Foster)
- 2004 : L'Armée des morts : Ana Clark (Sarah Polley)
- 2005 : Beauty Shop : Joanne (Mena Suvari)
- 2005 : Zathura : Une aventure spatiale : Lisa Budwing (Kristen Stewart)
- 2006 : The Last Show : Molly (Maya Rudolph)
- 2006 : Souviens-toi... l'été dernier 3 : Amber Williams (Brooke Nevin)
- 2006 : Southland Tales : Madeline Frost Santaros (Mandy Moore)
- 2007 : Cashback : Sharon Pintey (Emilia Fox)
- 2007 : Retour à la maison de l'horreur : Ariel Wolfe (Amanda Righetti)
- 2007 : Détour mortel 2 : Amber (Daniella Alonso)
- 2007 : Charlie, les filles lui disent merci : Anisha adulte (Michelle Harrison)
- 2008 : Voyage au centre de la Terre : Hannah Àsgeirsson (Anita Briem)
- 2008 : Ip Man : Cheung Wing-sing (Lynn Hung)
- 2012 : St. Trinian's 2: The Legend of Fritton's Gold : Chelsea (Tamsin Egerton)
- 2013 : Twelve Years a Slave : Mary Epps (Sarah Paulson)
- 2014 : Sabotage : Lizzy Murray (Mireille Enos)
- 2014 : Si je reste : Willow (Lauren Lee Smith)
- 2016 : La Fille du train : Megan Hipwell (Haley Bennett)
- 2018 : Insidious : La Dernière Clé : Aubrey (Tessa Ferrer)
- 2020 : Le Seul et Unique Ivan : Hélène, l'ex-femme de Mack (Hannah Bourne)
- 2022 : Sortie de piste : Laura Nylander (Katia Winter)
- 2024 : La Québécoise : Sophie-Jeanne Tremblay (Evelyne Brochu)
- 2024 : Si je tombe (en) : Sia (Agni Scott)

#### Films d'animation
- 2000 : Batman, la relève : Le Retour du Joker : Dana Tan et Batgirl
- 2002 : Le Bossu de Notre-Dame 2 : Madeleine[6]
- 2004 : Bratz : La Star Party : Yasmin
- 2004 : Le Château ambulant : Sophie
- 2004 : Team America, police du monde : Lisa
- 2005 : Bratz : Rock Angelz : Yasmin
- 2005 : Batman contre Dracula : Vicki Vale
- 2006 : Frère des ours 2 : Nita
- 2007 : Tom et Jerry casse-noisettes : Ballerine
- 2008 : Niko, le petit renne : Essie
- 2009 : Boogie : Marcia
- 2014 : Batman : Assaut sur Arkham : Killer Frost
- 2017 : Teen Titans: The Judas Contract : Terra
- 2019 : Ralph 2.0 : Aurore
- 2020 : Scooby ! : l’officier Jaffe[7] et Jamie Rivera[8]
- 2021 : Les Bouchetrous : Op
- 2023 : Lupin III vs. Cat's Eye : Sylia

### Télévision

#### Téléfilms
- Tricia Helfer dans :
  - Charlie's Angels : La Véritable Histoire des Drôles de dames (2005) : Farrah Fawcett-Majors
  - Battlestar Galactica: Razor (2008) : Numéro 6 / Gina Inviere
  - Battlestar Galactica: The Plan (2010) : Numéro 6 / Shelly Godfrey
  - Indices cachés (2010) : Julia Carver
- Hilarie Burton dans :
  - Autant en emporte Noël (2013) : Katherine
  - Le Renne des neiges (2015) : Annie Miller
  - La Proposition de Noël (2018) : Jolie Guidry
  - Un baiser pour Noël (2019) : Faith
- Kelli Williams dans :
  - Un fiancé pour Noël (2004) : Holly Grant
  - Pour te revoir un jour... (2006) : Deanna Whelen
  - Noël avec ma fille (2017) : Jennifer
- Ashley Jones dans :
  - Secrets inavouables (2008) : Becca
  - La Vie secrète d'une mère célibataire (2014) : Delaine Morris
- Bree Williamson (en) dans :
  - Né dans la mauvaise famille (2017) : Briana Wilson
  - L'Enfant caché de mon mari (2020) : Allison Wright
- 2002 : Carrie : Chris Hargensen (Emilie de Ravin)
- 2002 : Cadence : Marisol (Suilma Rodriguez)
- 2006 : Un mariage malgré tout ! : Maggie Welling (Bonnie Somerville)
- 2007 : Dans la peau d'une ronde : Alyson Schimdt (Kaley Cuoco)
- 2009 : Grey Gardens : Edith Bouvier Beale (Drew Barrymore)
- 2013 : Le Meurtrier de minuit : Melissa Miller (Annie Little)
- 2015 : Les Dessous de Melrose Place

#### Séries télévisées
- Kelli Williams dans (15 séries) :
  - The Practice : Donnell et Associés (1997-2003) : Lindsay Dole (145 épisodes)
  - Ally McBeal (1998) : Lindsay Dole (saison 1, épisode 20)
  - Le Justicier de l'ombre (2003) : Charlotte Weston (saison 2, épisode 6)
  - NIH : Alertes médicales (2004-2005) : Dr Natalie Durant (20 épisodes)
  - New York 911 (2005) : Dr Natalie Durant (saison 6, épisode 16)
  - New York, section criminelle (2007) : Holly Lauren/Kathleen Shaw (saison 6, épisode 22)
  - Men in Trees : Leçons de séduction (2007-2008) : Julia Switzer (6 épisodes)
  - Lie to Me (2009-2011) : Dr Gillian Foster (48 épisodes)
  - Esprits criminels (2011) : Shelley Chamberlain (saison 6, épisode 20)
  - Mentalist (2011) : Elizabeth Flint (saison 4, épisode 3)
  - American Wives (2012-2013) : Jackie Clarke (32 épisodes)
  - NCIS : Enquêtes spéciales (2014-2015) : l'agent spécial Maureen Cabot (saison 11, épisode 21 et saison 13, épisode 6)
  - Conscience Morale (2015) : l'inspectrice Allison McLean (10 épisodes)
  - New York, unité spéciale (2016) : Melanie Harper (saison 18, épisode 2)
  - Found (depuis 2023) : Margaret Reed
- Tricia Helfer dans (11 séries) :
  - Battlestar Galactica (2003) : Numéro six (mini-série)
  - Battlestar Galactica (2004-2009) : Numéro six (74 épisodes)
  - Supernatural (2007) : Molly McNamara (saison 2, épisode 16)
  - Burn Notice (2007-2009) : Carla (9 épisodes)
  - Dark Blue : Unité infiltrée (2010) : l'agent Alex Rice (saison 2)
  - Super Hero Family (2011) : Sophie Adler (saison 1, épisode 17)
  - Esprits criminels (2012) : l'agent spécial Izzy Rogers (saison 7, épisodes 23 et 24)
  - Ascension (2014) : Viondra Denniger (mini-série)
  - Flynn Carson et les Nouveaux Aventuriers (2014) : Karen Willis (saison 1, épisode 3)
  - Lucifer (2016-2021) : Charlotte Richards / « Maman » (47 épisodes)
  - The Rookie : Le Flic de Los Angeles (2021) : Claire Ivey (saison 4, épisode 2)
- Bonnie Somerville dans (8 séries) :
  - Grosse Pointe (2000-2001) : Courtney Scott (17 épisodes)
  - Friends (2001-2002) : Mona (saison 8)
  - Newport Beach (2003) : Rachel Hoffman (saison 1)
  - Kitchen Confidential (2005-2006) : Mimi Lugeria (13 épisodes)
  - Cashmere Mafia (2008) : Caitlin Dowd (7 épisodes)
  - Esprits criminels (2015) : Colleen Sullivan (saison 10, épisode 19)
  - Code Black (2015-2016) : Dr Christa Lorenson (18 épisodes)
  - Blue Bloods (2020-2023) : Paula Hill (4 épisodes)
- Kaley Cuoco dans (8 séries) :
  - Aux portes du cauchemar (2002) : Kristin Ferris (épisode 11)
  - Touche pas à mes filles (2002-2005) : Bridget Hennessy (76 épisodes)
  - Magnitude 10,5 : L'Apocalypse (2004) : Amanda Williams (mini-série)
  - Charmed (2005-2006) : Billie Jenkins (22 épisodes)
  - Prison Break (2007) : Sasha (saison 2, épisodes 15 et 16)
  - The Big Bang Theory (2007-2019) : Penny (279 épisodes)
  - The Flight Attendant (depuis 2020) : Cassandra « Cassie » Bowden
  - Based on a True Story (depuis 2023) : Ava Bartlett
- Kristen Bell dans (7 séries) :
  - The Shield (2003) : Jessica Hintel (saison 2, épisode 1)
  - Veronica Mars (2004-2007 / 2019) : Veronica Mars (72 épisodes)
  - Heroes (2007-2008) : Ella Bishop (12 épisodes)
  - Burning Love (en) (2012) : Mandy (5 épisodes)
  - The Good Place (2016-2020) : Eleanor Shellstrop (50 épisodes)
  - La Femme qui habitait en face de la fille à la fenêtre (2022) : Anna (mini-série)
  - Nobody Wants This (2024) : Joanne
- Hilarie Burton dans (7 séries) :
  - Les Frères Scott (2003-2009) : Peyton Sawyer Scott (130 épisodes)
  - FBI : Duo très spécial (2010-2013) : Sara Ellis (25 épisodes)
  - Castle (2012) : Kay Cappuccio (saison 4, épisode 13)
  - Grey's Anatomy (2013) : Dr Lauren Boswell (saison 9, épisodes 22 à 24)
  - Hostages (2013) : Samantha (4 épisodes)
  - Extant (2015) : Anna Schaefer (saison 2)
  - L'Arme fatale (2016-2017) : Karen Palmer (6 épisodes)
- Mädchen Amick dans (6 séries) :
  - Gilmore Girls (2002-2003) : Sherry Tinsdale (3 épisodes)
  - Urgences (2004-2005) : Wendall Meade (saison 11)
  - Joey (2005) : Sara (saison 1)
  - Freddie (en) (2005-2006) : Allison (22 épisodes)
  - New York, police judiciaire (2006) : Alissa Goodwyn (saison 17, épisode 3)
  - US Marshals : Protection de témoins (2012) : Susan Campbell (saison 5, épisode 2)
- Carla Gallo dans (6 séries) :
  - La Caravane de l'étrange (2003-2005) : Libby Dreifuss (24 épisodes)
  - Dr House (2007) : Janie (saison 3, épisode 19)
  - Californication (2008-2009) : Daisy (11 épisodes)
  - NCIS : Enquêtes spéciales (2008) : Melissa Wheeler Fox (saison 6, épisode 11)
  - Bones (2008-2017) : Daisy Wick (33 épisodes)
  - Burn Notice (2011) : Sherry (saison 5, épisode 13)
- Selma Blair dans (5 séries) :
  - Zoé, Duncan, Jack et Jane (1999-2000) : Zoe Bean (26 épisodes)
  - Anger Management (2012-2014) : Dr Kate Wales (54 épisodes)
  - American Crime Story (2016) : Kris Jenner (saison 1)
  - Heathers (2018) : Jade Duke (4 épisodes)
  - Another Life (2019) : Harper Glass (9 épisodes)
- Lauren Stamile dans (5 séries) :
  - FBI : Portés disparus (2003) : Jessica (saison 1, épisode 15)
  - Grey's Anatomy (2007-2008) : l'infirmière Rose Hill (12 épisodes)
  - Drop Dead Diva (2010) : Charlotte Perkins (saison 2, épisode 9)
  - Scandal (2013-2014) : Carla Steele (saison 3)
  - Chicago Fire (2016) : Susan Weller (5 épisodes)
- Bianca Kajlich dans :
  - Boston Public (2000-2001) : Lisa Grier (saison 1)
  - Dawson (2002-2003) : Natasha Kelly (saison 6)
  - Psych : Enquêteur malgré lui (2007) : la médium du FBI (saison 2, épisode 3)
- Kerry Condon dans :
  - Rome (2005-2007) : Octavie Des Julii (22 épisodes)
  - Luck (2011-2012) : Rosie Shanahan (9 épisodes)
  - Better Call Saul (2015-2022) : Stacey Ehrmantraut (18 épisodes)
- Lauren Lee Smith dans :
  - Les Experts (2008-2009) : Riley Adams (saison 9)
  - The Listener (2011-2014) : Michelle McCluskey (52 épisodes)
  - Frankie Drake Mysteries (2017-2021) : Frankie Drake (41 épisodes)
- Jillian Bach dans :
  - Un toit pour trois (1998-2001) : Irène (saison 2 à 4)
  - Ghost Whisperer (2010) : Maggie Stevens Carson (saison 5, épisode 11)
- Ever Carradine dans :
  - Deuxième Chance (1999-2002) : Tiffany Porter (19 épisodes)
  - Castle (2010) : Mirielle Lefcourt (saison 3, épisode 8)
- Amanda Detmer dans :
  - Adam Sullivan (2003) : Susan Rakoff (8 épisodes)
  - Vampire Diaries (2010) : Trudie Peterson (saison 1, épisode 15)
- Shantel VanSanten dans :
  - FBI (depuis 2022) : l'agent spécial Nina Chase
  - FBI: Most Wanted (depuis 2024) : l'agent spécial Nina Chase
- Elizabeth Anne Allen : Amy Madison dans Buffy contre les vampires
- Lorri Bagley : June Bilson-Anderson dans Les Dessous de Veronica
- Rosemarie DeWitt : Charmaine dans United States of Tara
- Christine Woods : Casey Watson dans The Closer : L.A. enquêtes prioritaires
- Christina Cole : Cassandry « Cassie » Hughes dans Hex : La Malédiction
- 2001-2003 : La Guerre des Stevens : Ruby Mendel (Lauren Frost)
- 2004 : Fear Itself : Karen / Zelda Flemming (Camille Guaty) (épisode 12)
- 2004-2005 : Smallville : Alicia Baker (Sarah Carter) (3 épisodes) et Abigail Fine (Brianna Brown) (saison 4, épisode 3)
- 2006-2009 : Ghost Whisperer : Linda Kaminski (Andrea Bogart) (saison 2, épisode 6), Tess Baker (Rhea Lando) (saison 2, épisode 15), Paula Hathaway (Emma Bell) (saison 4, épisode 13) et Amber Heaton (Zoe Boyle) (saison 5, épisode 1)
- Rosemarie DeWitt : Charmaine dans United States of Tara
- Ivana Miličević : Ariel dans Fallen
- Ashley Jones : Megan Dennison et Cindy Fisher dans Les Feux de l'amour
- Allison MacInnis : Dana Mitchell dans Power Rangers : Sauvetage éclair
- Shanna Moakler : Monica Harper dans Pacific Blue
- Elizabeth Regen : Rita dans Whoopi
- Jaclyn Linetsky : Megan O'Connor dans 15/A
- Kathryn Adams : une infirmière dans Dr House
- Stacy Keibler : Karen dans Samurai Girl
- Courtney Ford : Laura dans Human Target : La Cible
- Gesine Cukrowski : Dr Judith Sommer dans Le Dernier Témoin
- Tina Desai : Kala dans Sense8
- 2012 : Labyrinthe : Alice Tanner (Vanessa Kirby) (mini-série)
- 2015-2016 : The Walking Dead : Jessie Anderson (Alexandra Breckenridge) (14 épisodes)
- 2015-2016 : Castle : l'inspectrice Hayley Shipton (Toks Olagundoye) (22 épisodes)
- 2016-2018 : Angie Tribeca : Diane Duran (Heather Graham) (5 épisodes)
- 2016-2021 : American Housewife : Doris (Ali Wong) (103 épisodes)
- 2017-2019 : Santa Clarita Diet : Sheila Hammond (Drew Barrymore) (30 épisodes)
- 2018-2019 : Les Désastreuses Aventures des orphelins Baudelaire : Kit Snicket (Allison Williams) (8 épisodes)
- 2020 : Ashley Garcia : géniale et amoureuse : Ava Germaine (Chelsea Kane)
- 2020-2021 : The Stand : Nadine Cross (Amber Heard) (mini-série)
- 2021-2022 : FBI: Most Wanted : Sarah Allen (Jen Landon (en)) (16 épisodes)
- 2021-2023 : Loki : Sylvie (Sophia Di Martino) (11 épisodes)
- depuis 2021 : Resident Alien : Kate Hawthorne (Meredith Garretson (en))
- 2023 : Vikings: Valhalla : Gudrid (Yngvild Støen Grotmol) (saison 2)
- 2024 : Merci et au suivant ! : Tuba (Bade İşcil (tr))
- 2024 : The Sticky : l'inspectrice Valérie Nadeau (Suzanne Clément)
- 2024 : Slow Horses : Emma Flyte (Ruth Bradley) (saison 4)
- 2025 : The Studio : Leigh (Jessica St. Clair) (saison 1, épisode 6)

#### Séries d'animation
- 1996 : Battle Arena Tōshinden : Tracy (OAV)
- 1999 : Les Globulyss : Suzie[9] (création de voix)
- 1999-2000 : Roswell, la conspiration : Sh'Lainn Blaze
- 1999-2004 : Famille Pirate : Scampi MacBernik (création de voix)
- 2000 : Fantômette : Françoise Dupont / Fantômette (création de voix)
- 2000 : Argaï, la prophétie : Angèle (création de voix)
- 2000[10] : Love Hina : Mitsune Kono (Kitsune)
- 2000-2001 : Kong : Lua
- 2000-2003 : Ginger : Miranda Killgallen
- 2001-2002 : Xcalibur : Tara (création de voix)
- 2002-2003 : Pigeon Boy : ?[n 1]
- 2002-2007 : Totally Spies! : G.L.A.D.I.S, Dominique, Shirley Rogers et Violet Vanderfleet (création de voix)
- 2003 : Martin Mystère : Nancy (création de voix)
- 2003-2004 : Moi Willy, fils de rock star : Crystal
- 2003-2008 : Charlotte aux fraises : Caramiel et Dragée Océane
- 2003-2009 : Jenny Robot : Jenny « XJ-9 » Wakeman
- 2004-2006 : Teen Titans : Terra
- 2005-2006 : Bratz : Yasmin (1re voix, saison 1)
- 2005-2007 : Juniper Lee : Jody Irwin
- 2005-2007 : American Dragon : Jake Long : Rose/la Chasseresse[n 2]
- 2005-2008 : Avatar, le dernier maître de l'air : Katara[n 2]
- 2006-2007 : La Vache, le Chat et l'Océan : la Vache (création de voix)
- 2007-2008 : Le Chat de Frankenstein : Heidi (création de voix)
- 2007 : Team Galaxy : Madame Nébuleuse (création de voix - saison 2, épisode 12)
- 2009-2011 : Gormiti : Les Seigneurs de la nature : Paula
- 2010 : Batman : L'Alliance des héros : Batwoman[n 3] (saison 2, épisode 20)
- 2010-2012 : Ben 10: Ultimate Alien : Jennifer Nocturne
- 2013 : Prenez garde à Batman ! : Ava Kirk, Madison Randall (épisodes 22, 24 et 25), l'inspectrice Samuels (épisode 23), la journaliste (épisode 24) et l'assistante (épisode 25)
- 2013-2019 : Teen Titans Go! : Terra[n 4]
- 2014 : Lassie : Lassie (création de voix)
- 2017-2020 : Raiponce, la série : Willow
- 2018-2020 : Our Cartoon President (en) : Melania Trump
- 2021-2023 : What If...? : Christine Everhart[n 5] (saison 1, épisodes 4 et 6) et Melina Vostokoff[n 6]  M(saison 2, épisode 5)
- 2023-2024 : Oshi no ko : Miyako Saitō
- 2025 : Moonrise (en) : Mona

### Jeux vidéo
- 2002 : Kingdom Hearts 1 : Ariel
- 2004 : World Of Warcraft : les gobelines banquières
- 2006 : Kingdom Hearts 2 : Ariel
- 2007 : The Witcher : Abigail
- 2008 : Fable II : Hammer
- 2008 : Fallout 3 : voix additionnelles
- 2009 : Harry Potter et le Prince de sang-mêlé : Ginny Weasley
- 2009 : League of Legends : Elise la reine araignée, Soraka l'enfant des étoiles et Evelynn
- 2009 : Assassin's Creed II : voix additionnelles[n 1]
- 2010 : Alan Wake : la shérif Sarah Breaker
- 2010 : Bioshock 2 : Naledi Atkins (personnage du multijoueur)
- 2010 : BioShock 2 : L'Antre de Minerve : Ernestine Franklin
- 2010 : God of War III : Aphrodite
- 2010 : StarCraft 2: Wings of Liberty : Kate Lockwell
- 2011 : Anno 2070 : Tilda Jorgensen
- 2011 : Batman: Arkham City : Vicki Vale, un médecin et un assassin des Al'Ghul
- 2011 : Duke Nukem Forever : voix additionnelles
- 2011 : Star Wars: The Old Republic : inquisitrice Sith
- 2012 : Hitman Absolution : la voix off et vidéos de présentations
- 2012 : Darksiders II : les gardiennes
- 2013 : Batman: Arkham Origins : Vicki Vale, Candy, Alice et voix additionnelles
- 2013 : Fuse : Izzy
- 2013 : The Bureau: XCOM Declassified : voix additionnelles
- 2014 : The Elder Scrolls Online : Camille Ashton et voix additionnelles
- 2014 : Dragon Age: Inquisition : voix additionnelles
- 2015 : Batman Arkham Knight : Vicki Vale
- 2015 : Just Cause 3 : voix additonnelles
- 2016 : Doom : voix additionnelles
- 2016 : Battlefield 1 : voix-off
- 2016 : Ratchet and Clank : voix additionnelles
- 2017 : Mass Effect: Andromeda : voix additionnelles
- 2017 : Halo Wars 2 : une soldate
- 2017 : Fortnite : voix additionnelles
- 2018 : World of Warcraft : Azshara (Prémices) et Valeera Sanguinar
- 2018 : The Crew 2 : voix additionnelles
- 2019 : Days Gone : voix additionnelles
- 2020 : Cyberpunk 2077 : voix additionnelles

### Direction artistique
Laura Préjean est également directrice artistique de versions françaises,,,.
| - 2005 : Treize à la douzaine 2 - 2010 : Même la pluie - 2013 : Max Rose - 2017 : To the Bone - 2018 : Sierra Burgess Is a Loser - 2020 : Coffee et Kareem - 2023 : Finestkind - 2023 : See You on Venus - 2023 : Un Noël pas comme les autres (avec Jennifer Baré) - 2023 : Ils étaient un seul homme - 2024 : The Underdoggs (en) - 2024 : À la conquête de Billy Walsh - 2024 : Mufasa : Le Roi lion - 2025 : Lilo et Stitch - 2006 : Bambi 2 - 2022 : Avalonia, l'étrange voyage (avec Barbara Tissier) - 2023 : L'Éléphante du magicien - 2023 : Il était une fois un studio (court métrage) - 2003 : À nous de jouer (en) - 2007 : Premiers Doutes - 2007 : Captive du souvenir - 2008 : L'Invité de Noël - 2009 : De mères en filles - 2009 : Nanny Express - 2010 : Père avant l'heure - 2010 : Turbulences en plein vol - 2010 : Une nounou pour Noël - 2011 : Coup de foudre pour Noël - 2012 : Un enfant à vendre - 2015 : Le Scandale des baby-sitters - 2016 : Le Tueur de la nuit - 2019 : Souviens-toi, notre secret l'été dernier... - 2020 : Amour, duel et pâtisserie - 2020 : Un vœu d'amour pour Noël - 2006-2008 : Les Bons Conseils de Célestin - 2007-2008 : Bunnytown (en) - 2009 : Cajou - 2024 : WondLa (en) | - 2006-2007 : SMS, des rêves plein la tête - 2007-2008 : October Road - 2009 : Trinity - 2009-2010 : Melrose Place : Nouvelle Génération - 2009-2014 : The Listener (avec Nathalie Sionneau en saison 2) - 2009-2017 : Vampire Diaries - depuis 2009 : NCIS : Enquêtes spéciales (à partir de la saison 7) - 2010 : Les Piliers de la terre (mini-série, avec Élisabeth Fargeot) - 2010-2015 : Covert Affairs - 2011-2014 : Suburgatory - 2012 : Do No Harm - 2012-2017 : Girls - 2012-2018 : Major Crimes - 2013-2015 : Under the Dome - 2013-2015 : Hemlock Grove - 2014-2019 : Jane the Virgin - 2015 : Battle Creek - 2015-2019 : Derrière les barreaux - depuis 2015 : Chicago Med - 2016 : Roadies - 2016-2019 : The Big Bang Theory (saisons 10 à 12, avec Fabrice Josso) - 2017-2022 : Claws - 2017-2022 : Dynastie - 2017-2024 : Larry et son nombril (saisons 9 à 12) - 2018 : La Foire aux vanités (mini-série) - 2019 : The InBetween (en) - 2019 : Shame (en) (mini-série) - 2019-2020 : Trinkets - 2019-2020 : The Twilight Zone : La Quatrième Dimension - 2019-2021 : Work in Progress - 2020-2022 : Space Force (avec Yann Peira) - depuis 2020 : La Chronique des Bridgerton - 2021 : En analyse (saison 4) - depuis 2021 : Hellbound - 2022 : Inventing Anna (mini-série) - 2022 : The Man Who Fell to Earth - 2022 : The First Lady (mini-série) - 2023 : La Reine Charlotte : Un chapitre Bridgerton (mini-série, avec Yann Peira) - 2023 : Signe astrologique : Vierge - 2023-2024 : La Créature de Kyŏngsŏng - 2024 : Un jour (mini-série) - 2024 : A Gentleman in Moscow - 2024 : Sexe Intentions |